# Route nationale 52
La route nationale 52 (RN 52 o N 52) è una strada nazionale francese che parte da Metz e termina a Longwy.

## Percorso
Il troncone da Metz a Florange fu aggiunto nel 1970 e andò a sostituire la precedente RN412, istituita negli anni ‘30. Si staccava dalla RN53 e ne costituiva una strada alternativa in direzione nord, passante per Rombas: la prima parte, fino a Semécourt, è stata declassata a D652.
L’originaria RN52, invece, si staccava dalla RN53 ad Uckange e seguiva la valle della Fensch verso nord-ovest. Declassata a D952, oggi è affiancata dall’A30, fino ad Audun-le-Tiche, dove la RN52 prende il posto dell’autostrada diventandone la prosecuzione. Giunge a Longwy, dove incrocia l’ex RN18 e (nel suo vecchio percorso declassato a D520) l'ex RN52a per poi piegare ad est e terminare al confine con il Belgio, nel quale è continuata dall’A28.